# Мони Папо
Мони Папо (Соломон Леон Папо) е български писател, поет и публицист. Издава множество книги на български език, сътрудничи на вестници и списания, кореспондент е на няколко български вестника.

## Биография

### България
Соломон (Мони) Папо е роден на 27 юни 1932 г. в София в семейството на Сарина и Леон Папо. Съдбата на семейството, както на всички евреи в България, е силно повлияна от Втората световна война и съпровождащите я отношения между различните слоеве на обществото.
Първородният им син Менахем (Мико) Папо (14.10.1924 – 2.11.1943) още в юношеската си възраст е привлечен активно в антифашистката борба и пратен в бойна група, при акция на която е заловен, осъден на смърт и разстрелян в Гарнизонното стрелбище, едва навършил 19 г.
Съкрушените родители са интернирани в село Салаш, Белоградчишко, а Мони – тогава 11-годишен, остава сам с двугодишното си братче Даниел (роден на 25.4.1941 г.) в София, където за децата се грижат роднини. По време на масовото изселване на евреите от София смела съседка-българка се заема да заведе малките деца при родителите им. Този случай е описан от Мони в книгата му „Мемоари“ (2000).
След края на войната Мони Папо получава средно образование в реномирания тогава софийски електротехникум „Киров“, а през 1952 г. заминава като стипендиант в Ленинград (Санкт Петербург), където се дипломира като минен инженер в института „Плеханов“. След завръщането си в България Мони Папо започва работа в „Минпроект“, а по късно в „Енергопроект“.
През 1967 г. Мони свързва съдбата си с Дени, през 1968 г. се ражда първородният им син Мико (Менахем), а през 1973 г. – и дъщеря им Грета. През същата година Мони, заедно с 4-годишния Мико, заминава с кораб за Израел, за да прибере обратно в България майка си, която гостува там. В кораба детето получава преплитане на червата и веднага с акостирането е прието и оперирано в спешното отделение на болницата. След няколко седмично лечение детето е изписано, но с категорична забрана да пътува известно време. Междувременно съпругата на Мони и новородената дъщеря получават разрешение от властите да заминат спешно за Израел, а Мони се завръща в България, за да удължи официално престоя си, като получава подписан официално от директора двугодишен неплатен отпуск.
По молба на свой много добър приятел пуска безвъзмездно в жилището им в София млада брачна двойка – роднини на известен човек от българския „елит“. Когато детето оздравява, уведомяват младоженците, че възнамеряват да се завърнат, за да освободят апартамента им. След броени дни се получава известие по телефона, че жилището им е отнето, мебелите са изхвърлени на улицата, Мони е уволнен дисциплинарно (въпреки че официално се намира в неплатен отпуск) и е изключен единодушно от комунистическата партия за неплатен тримесечен членски внос. При тези обстоятелства Мони разбира, че няма къде да се завърне и семейството остава в Израел.

### Израел
Животът на новопристигналото емигрантско семейство в началото никак не е лек. След като преминава 6-месечен курс за изучаване на езика, първите няколко години Мони работи в занаятчийските работилници на свои приятели от детинство, по-късно в строителни организации, а след това постъпва в системата на пътното строителство, където се издига до поста заместник главен иженер на областното управление на пътищата в Тел Авив. На този пост той се и пенсионира.
През всичките тези години от живота си в Израел той е инженер по професия, но литератор по призвание. Наред с 14 книги с поезия, сред които „Разкъсано време“ получава първата награда на Министерството на абсорбцията на Израел, той написва и издава „Мемоари“ – автобиографична книга под формата на писма, и „Отблясъци“ – сборник от разкази, есета, очерци и литературни портрети.
Приет е за член на Съюза на българските и на Съюза на израелските писатели, както и на Съюза на българските журналисти. Той е търсен и активен кореспондент на български ежедневници като „Дума“, „Труд“, „Вечерни новини“, сътрудничи в „Литературен фронт“ и „Литературен Форум“, творбите му се публикуват в списанията „Пламък“ и „Орфей“.
Наред със своята активна творческа дейност той също превежда на български език книги на двама от най-известните и именити израелски поети – Натан Йонатан и Йеуда Амихай.
Умира на 18 август 2005 г. в Тел Авив.

## Творчество

### Книги
- „Викове“ (1988)
- „Аз залезите в себе си затварям“ (1989)
- „Размисли“ (1990)
- „Епиграми“ (1990)
- „Сиреч“ (1990)
- „Разгневени хора“ (1990)
- „Стихотворения“ (1991)
- „Сам сред хората“ (1991)
- „Разкъсано време“ (1994)
- „Мемоари“ (2000)
- „Отблясъци“ (2001)
- „Автопортрет без маска“ (2001)
- „Трилогия“:
  - „Българиада“ (1998)
  - „Нямам друг свят“ (1998)
  - „Вездесъщ“ (1998)
  - „Ранена самота“ (2003)
- „Поглед назад“ (2004)

### Преводи
- „Сол и Светлина“ (превод от иврит на стихове на Натан Йонатан) (1994)
- „Бог е милостив към малките деца“ (превод от иврит на стихове на Йеуда Амихай) (1997)

- Мони Папо, Произведения[неработеща препратка]